# Чеботарь, Борис
Борис Чеботарь (рум. Boris Cebotari; 3 февраля 1975, Сэрэтень, Молдавская ССР, СССР — 16 июля 2012, Кишинёв, Молдавия) — молдавский футболист, защитник, полузащитник.

## Биография
Чеботарь был одним из лучших молдавских футболистов 1990-х и 2000-х годов. Он выступал долгое время за молдавские клубы «Зимбру» (1992—1998, 1999, 2000—2004, 2006—2007), «Униспорт» Кишинёв (1997/98), «Тилигул» (1999), «Агро» (2000) и «ЦСКА-Стяуа» (2007/08).
В 2004—2006 годах играл за украинскую «Волынь» Луцк. Считалось, что его пытался в своё время приобрести для киевского «Динамо» Валерий Лобановский, однако «Зимбру» потребовал сумму в 1 миллион долларов. Срыв сделки привёл к тому, что Чеботань выбыл из основного состава, и его карьера пошла на спад. В 2003 году был признан лучшим футболистом минувшего года, в том же году повторно проходил смотры в киевском клубе и даже участвовал в турнире по мини-футболу. Карьеру завершил после сезона 2007/2008, хотя выражал желание играть в РФПЛ или УПЛ.
В 1994—2006 годах провёл 39 матчей за сборную Молдавии, забил один гол — в ворота сборной Белоруссии. После окончания карьеры работал в Центре подготовки юного футболиста «Зимбру». Дважды был женат, у него были две дочери. За два месяца до кончины уволился из Центра подготовки юных футболистов.
16 июля 2012 года тело Чеботаря было найдено под окнами его квартиры, располагавшейся на 4 этаже в Кишинёве. По предварительной версии, Чеботарь покончил с собой.